# Melanolophia orthotis
Melanolophia orthotis är en fjärilsart som beskrevs av Louis Beethoven Prout 1933. Melanolophia orthotis ingår i släktet Melanolophia och familjen mätare. Inga underarter finns listade i Catalogue of Life.